# Big Maybelle
Pour les articles homonymes, voir Maybelle.
Big Maybelle (1er mai 1924-23 janvier 1972) est l'une des premières chanteuses de rhythm and blues des années 1950.

## Biographie
Née Mabel Louise Smith à Jackson (Tennessee), elle commence à chanter du gospel dès l'enfance. À l'adolescence, elle passe au rhythm and blues. Elle commence une carrière professionnelle en 1936 avec le Dave Clark's Memphis Band ; elle tourne aussi avec le groupe féminin International Sweethearts of Rhythm. Elle rejoint le Christine Chatman's Orchestra comme pianiste et fait ses premiers disques avec cet orchestre en 1944, ainsi qu'avec l'orchestre de Tiny Bradshaw de 1947 à 1950.
Ses premiers enregistrements solos datent de 1947 pour King Records sous le nom de Mabel Smith. Elle rencontre alors peu de succès. Mais en 1952, elle est engagée par Okeh Records, où le producteur Fred Mendelsohn lui donne le nom de Big Maybelle. Son premier disque Gabbin' Blues devient numéro 3 au hit-parade du rhythm'n blues. Suivront Way Back Home et My Country Man en 1953. En 1955, elle enregistre Whole Lotta Shakin' Goin' On produit par Quincy Jones, deux ans avant la version de Jerry Lee Lewis. Elle enregistre ensuite de nombreux hits, la plupart pour Savoy Records dont le célèbre Candy qui sera son plus gros succès.
Elle fait un passage au théâtre de l'Apollo de New York ; elle participe au Newport Jazz Festival de 1958 ; elle apparaît également dans le film de Bert Stern Jazz on a Summer’s Day (1960), filmé au festival de Newport en 1958 au côté de Mahalia Jackson et Dinah Washington. Après 1959, elle enregistre pour plusieurs maisons de disques, mais le succès n'est plus là. Elle continue d'apparaître en public jusqu'à la fin des années 1960. Mais depuis le milieu des années 1960, elle est dépendante de la drogue et souffre de diabète (elle pesait plus de 110 kg). Elle meurt d'un coma diabétique en 1972 à Cleveland (Ohio).
Son dernier album, The last of Big Maybelle, paraît en 1973.

## Discographie
De son vivant :
- 1954 	Big Maybelle (Epic)
- 1958 	Big Maybelle Sings (Savoy)
- 1958 	Blues, Candy and Big Maybelle (Savoy)
- 1962 	What More Can a Woman Do? (Brunswick)
- 1964 	The Soul of Big Maybelle (Scepter)
- 1966 	Saga of the Good Life and Hard Times (Rojac)
- 1967 	Got a Brand New Bag (Rojac)
- 1967 	Gabbin' Blues (Encore)
- 1968 	The Gospel Soul of Big Maybelle	(Brunswick)

Rééditions en CD:
- 1994 The complete Okey Sessions 1952-55
- 2007 I've Got a Feelin' - OKeh & Savoy Recordings 1952-56 (Rev-Ola Bandstand)